# Portal Tomb von Scraghy

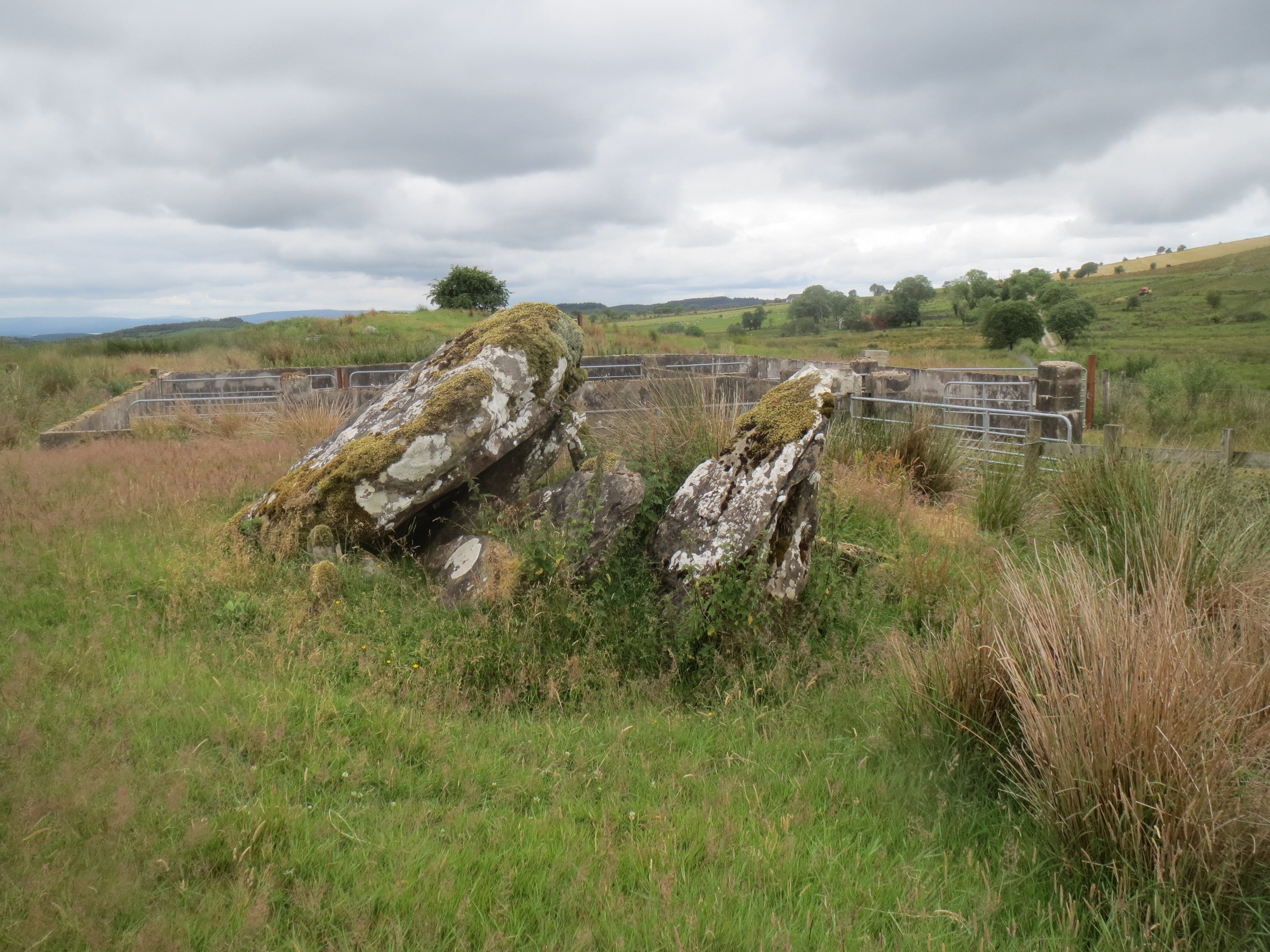
Portal Tomb von Scraghy, 2018

Das Portal Tomb von Scraghy (auch Crockalaghta, irisch Cnoc an Leachta, „Hügel des Grabes“, genannt) liegt auf dem versumpften schlammigen Gelände einer Farm neben einem Schafstall beim Weiler Killen, südwestlich von Castlederg im Townland Scraghy (irisch Scrathaigh) nahe der Grenze zum County Donegal im County Tyrone in Nordirland. Als Portal Tombs werden auf den Britischen Inseln Megalithanlagen bezeichnet, bei denen zwei gleich hohe, aufrecht stehende Steine mit einem Türstein dazwischen, die Vorderseite einer Kammer bilden, die mit einem zum Teil gewaltigen Deckstein bedeckt ist.
Das zusammengebrochene Portal Tomb ist etwa 1,6 Meter hoch, 3,0 Meter breit und 2,0 Meter lang. Eine schmale und eine kompakte Platte, die durch stehengebliebene Steine gestützt werden, bilden den Rest der Megalithanlage. Etwa zehn Meter südlich steht ein Menhir (englisch Standing stone), der Teil eines anderen Grabes oder Teil des Hügels dieses Portal Tombs war.